# La Planète au pillage
La Planète au pillage est un livre de Fairfield Osborn, paru en 1948, sur la destruction de la planète par l'humanité.
En 2008, l'ouvrage a été réédité avec une préface de Pierre Rabhi aux Éditions Actes Sud.

## Description
Cet ouvrage évoque la responsabilité de l'homme sur la destruction de la nature.[réf. souhaitée]

## Réception
- Eleanor Roosevelt (1884-1962) : « Ce livre rend certains faits fondamentaux clairs comme du cristal et il intéresse non seulement notre peuple mais tous les peuples du monde[1]. »

- Aldous Huxley (1894-1963) : « Puisse ce livre retenir l’attention qu’il mérite absolument par la portée suprême du sujet et la lucidité du style[1] ! »

- George Stapledon (en) (1882-1960) : « C'est à peine s’il parle de politique et cependant il pénètre au centre même des troubles actuels du monde et jusqu'aux bases d’avenir de la vie et de la civilisation humaines sur cette terre[1]. »

- Albert Einstein (1879-1955) : « On sent d’une façon aiguë en lisant ce livre la futilité de la plupart de nos querelles politiques comparées avec les réalités profondes de la vie[1]. »